# Kapitän Morris
Captain Morris (bürgerlich Paratharajan Thiyagarajah, Tamil பரதரராஜன் தியாகராஜா; * 12. September 1969; † 1. Mai 1989 in Point Pedro) war ein tamilischer Kämpfer und Regionalkommandeur der Liberation Tigers of Tamil Eelam (LTTE) während des Bürgerkriegs in Sri Lanka.

## Leben
Paratharajan Thiyagarajah wurde am 12. September 1969 geboren. 1983 trat er der LTTE bei, einer militanten Organisation, die für einen unabhängigen Tamilenstaat in Sri Lanka kämpfte. Er war zuständig für den Distrikt Point Pedro im Norden Sri Lankas.

## Rolle im Bürgerkrieg
Point Pedro hatte eine strategische Bedeutung für die LTTE, da es die nördlichste Küstenstadt Sri Lankas ist und als Nachschubroute für Waffen und Versorgungsgüter diente. Aufgrund der Nähe zu Tamil Nadu in Indien wurde der Ort für Waffentransporte und Nachschublieferungen genutzt.
Während des Einsatzes der Indischen Friedenssicherungstruppe (IPKF) (1987–1990) kam es in der Region zu intensiven Kämpfen. Captain Morris war an militärischen Operationen gegen die IPKF beteiligt und arbeitete eng mit Colonel Charles, einem später hochrangigen Mitglied der LTTE, zusammen.

## Tod
Am 1. Mai 1989 fiel Captain Morris bei einem Gefecht mit der Indischen Friedenssicherungstruppe (IPKF) in Point Pedro.